# Phare d'Ikaria
Le phare Ikaria, également appelé phare Papas ou phare Akra Papas est situé au cap Papas, sur l'île Ikaria en Grèce.

## Historique
La construction du phare, par la compagnie française Umanic, s'achève en 1890. Le phare est mis en service le 20 mai et géré par l'Empire Ottoman. Il est transféré à la Grèce le 9 avril 1915.

## Caractéristiques
Le phare est une tour cylindrique dont la base et le sommet sont blancs, tandis que la partie intermédiaire est de pierres. La tour est accolée à la maison du gardien. Le dôme de la lanterne est de couleur verte. Il s'élève à 75 m au-dessus de la mer Égée. 

## Codes internationaux
- ARLHS[4] : GRE-103
- NGA[2] : 20068
- Admiralty[5] : E 4690

## Lien connexe
- Ikaria